# Bhashya
Een bhashya (Sanskriet: भाष्य, IAST bhāṣya: dat wat besproken moet worden) is een commentaar op een eerder werk uit de Indische literatuur zoals de Veda's, de Vedanga en werken over staatkunde. Het is een van de vyakhya of interpretaties, zoals een samiksha een uitleg is van een bhashya, een vritti een uitleg van een soetra en een paddhati een uitleg van een vritti. Een bhashya is een churni als het standpunt van een opponent volledig onderuit wordt gehaald.
De vroegste bhashya die met enige nauwkeurigheid gedateerd kan worden, is de taalkundige Mahabhashya (grote bhashya), de compositie van midden of einde van de tweede eeuw v.Chr. van Patanjali. Dit is een bhashya op de Ashtadhyayi van Panini. Veel bhashya's gaan echter over staatkunde, zoals de Arthashastra, dat zichzelf beschrijft als een combinatie van een soetra en een bhashya.
Commentaren op de Manusmriti zijn overgeleverd van Bharuci en Medhatithi. De Brahmasoetra's van de vedanta zijn becommentarieerd in de Shankarabhashya van Shankara en de Shribhashya van Ramanuja. Andere commentaren zijn die op de Yajnavalkyasmriti van Visvarupa en op de Naradasmriti van Asahaya. Ook de Nyayasoetra's kennen een traditie van bhashya's.
Naast de commentaren vanuit het brahmanisme, zijn er ook bhashya's uit het jaïnisme, zoals de Tattvarthadhigama Bhashya.